# Marrocos Tennis Tour – Tanger
O Marrocos Tennis Tour – Tanger é uma competição de tênis masculino, realizado em piso de saibro, válido pelo ATP Challenger Tour, desde 2008, em Tanger, Marrocos.

## Edições

### Simples
| Ano  | Campeão           | Vice-Campeão         | Placar              |
| ---- | ----------------- | -------------------- | ------------------- |
| 2010 | Stéphane Robert   | Alexandr Dolgopolov  | 7–6(7–5), 6–4       |
| 2009 | Marc López        | Pere Riba            | 5–7, 6–4, 7–6(11–9) |
| 2008 | Marcel Granollers | Daniel Gimeno-Traver | 6–4, 6–4            |

### Duplas
| Ano  | Campeões                             | Vice-Campeões                         | Placar                |
| ---- | ------------------------------------ | ------------------------------------- | --------------------- |
| 2010 | Steve Darcis Dominik Meffert         | Uladzimir Ignatik Martin Kližan       | 5–7, 7–5, [10–7]      |
| 2009 | Augustin Gensse Éric Prodon          | Giancarlo Petrazzuolo Simone Vagnozzi | 6–1, 7–6(7–3)         |
| 2008 | Miguel Ángel López Jaén Iván Navarro | Marc López Gabriel Trujillo-Soler     | 6–3, 6–7(5–7), [11–9] |